# Volkslied van de Letse SSR

Vlag van de Letse SSR

Het Volkslied van de Letse SSR (Latvijas Padomju Sociālistiskās Republikas himna) was het volkslied van Letland toen het nog een deelrepubliek was van de Sovjet-Unie als de Letse SSR.

## Achtergrond
Het lied werd gecomponeerd door Anatoly Lepin, en de tekst was geschreven door Fricis Rokpelnis en Jūlijs Vanags.

## Letse tekst
Šai zemē visdārgā mēs brīvību guvām,
Te paaudžu paaudzēm laimīgam dzimt,
Te šalc mūsu jūra, te zied mūsu druvas,
Te skan mūsu pilsētas, Rīga te dimd.
Padomju Latvija mūžos lai dzīvo,
Spoža lai Padomju vainagā mirdz!
Mēs cēlāmies, verdzības važas lai rautu,
Par gadsimtu cīņām ik vieta vēl teic.
Vien biedros ar diženās Krievzemes tautu
Mēs kļuvām par spēku, kas pretvaru veic.
Padomju Latvija mūžos lai dzīvo,
Spoža lai Padomju vainagā mirdz!
Pa Ļeņina ceļu uz laimi un slavu
Ar Oktobra karogu iesim mūždien.
Mēs sargāsim Padomju Tēvzemi savu
Līdz pēdējai asiņu lāsei ikviens.
Padomju Latvija mūžos lai dzīvo,
Spoža lai Padomju vainagā mirdz!
Padomju Latvija mūžos lai dzīvo,
Spoža lai Padomju vainagā mirdz!

## Russische tekst
Свободен навеки народ наш счастливый,
Путь светлый для всех поколений открыт.
Шумит наше море, цветут наши нивы,
В семье городов наша Рига гремит.
Славься, Советская Латвия наша,
Ярко в созвездии республик сияй!
Не раз мы за волю ходили походом,
Бесправия цепи пытались разбить,
Лишь в дружбе незыблемой с русским народом
Смогли мы неправду и зло победить.
Славься, Советская Латвия наша,
Ярко в созвездии республик сияй!
Под знаменем Ленина к счастью и славе
Путем Октября мы победно идем.
Верны мы великой Советской державе
И кровь за нее, если надо, прольем!
Славься, Советская Латвия наша,
Ярко в созвездии республик сияй!
Славься, Советская Латвия наша,
Ярко в созвездии республик сияй!

## Engelse vertaling
In this land most dear we gained our freedom,
Generation after generation would bear in happiness,
Our sea soughs, our fields blossom,
Our cities are sounding, Riga is stamping.
Let the Soviet Latvia live for ever,
Let it shine bright in the Soviet crown.
We rose to break chains of slavery,
About centuries of fights it is told in every place.
Only together with the great people of Rus'
We become a power, which wins counter force.
Let the Soviet Latvia live for ever,
Let it shine bright in the Soviet crown.
On Lenin's road to happiness and glory,
With flag of October we will go forever.
We will guard our Soviet Fatherland,
Up to the last drop of our blood.
Let the Soviet Latvia live for ever,
Let it shine bright in the Soviet crown.
Let the Soviet Latvia live for ever,
Let it shine bright in the Soviet crown.